# Patrick Ouchène
Patrick Ouchène (*5. prosince 1966, Brusel, Belgie) je belgický rockabilly zpěvák známý jako leader skupiny Runnin' Wild a reprezentant Belgie na Eurovizi 2009 v Moskvě, kde s písní "Copycat" obsadil předposlední 17. místo v semifinále se ziskem 1 bodu.
Během své kariéry působil v rockabilly formacích The Dominoes, Million Dollar Sunrise a Runnin 'Wild. Celkem vydal 6 alb a mimo jiné nazpíval duet "C'est à Paris" s Charlesem Aznavourem.